# Canoa sprint ai Giochi europei
La Canoa/kayak è inserito nel programma dei Giochi europei sin dall'edizione inaugurale che si è svolta nel 2015.

## Edizioni
| Giochi | Anno | Sede     | Gare |
| ------ | ---- | -------- | ---- |
| I      | 2015 | Baku     | 15   |
| II     | 2019 | Minsk    | 16   |
| III    | 2023 | Cracovia | 16   |

## Medagliere complessivo
Aggiornato alla terza edizione
| Pos.   | Paese       | Oro | Argento | Bronzo | Totale |
| ------ | ----------- | --- | ------- | ------ | ------ |
| 1      | Ungheria    | 9   | 6       | 8      | 23     |
| 2      | Bielorussia | 8   | 2       | 5      | 15     |
| 3      | Polonia     | 5   | 1       | 6      | 12     |
| 4      | Germania    | 4   | 8       | 5      | 17     |
| 5      | Ucraina     | 4   | 4       | 1      | 9      |
| 6      | Danimarca   | 3   | 2       | 3      | 8      |
| 7      | Portogallo  | 2   | 5       | 1      | 8      |
| 8      | Spagna      | 2   | 3       | 3      | 8      |
| 9      | Serbia      | 2   | 2       | 5      | 9      |
| 10     | Lituania    | 2   | 0       | 0      | 2      |
| 11     | Russia      | 1   | 4       | 4      | 9      |
| 12     | Romania     | 1   | 2       | 0      | 3      |
| 13     | Rep. Ceca   | 1   | 1       | 1      | 3      |
| 14     | Italia      | 1   | 1       | 0      | 2      |
| 14     | Svezia      | 1   | 1       | 0      | 2      |
| 16     | Francia     | 1   | 0       | 1      | 2      |
| 17     | Regno Unito | 0   | 2       | 0      | 2      |
| 18     | Austria     | 0   | 1       | 0      | 1      |
| 18     | Azerbaigian | 0   | 1       | 0      | 1      |
| 18     | Georgia     | 0   | 1       | 0      | 1      |
| 21     | Slovacchia  | 0   | 0       | 2      | 2      |
| 21     | Lettonia    | 0   | 0       | 2      | 2      |
| 23     | Moldavia    | 0   | 0       | 1      | 1      |
| Totale | Totale      | 47  | 47      | 47     | 172    |